# Hypocrisy Is the Greatest Luxury
Albums de The Disposable Heroes of Hiphoprisy
Spare Ass Annie and Other Tales
(1993)
Hypocrisy Is the Greatest Luxury est un album de The Disposable Heroes of Hiphoprisy, sorti en 1992.

## L'album
Il est enregistré dans une décharge de voitures, près de Los Angeles. Il fait partie des 1001 albums qu'il faut avoir écoutés dans sa vie. 

### Titres
Tous les titres sont de Michael Franti et Rono Tse, sauf mentions. 
1. Satanic Reverses (4:45)
  - Samples : Miles Davis : Miles Runs The Voodoo Down
2. Famous and Dandy (Like Amos and Andy) (6:34)
  - Samples : Herbie Hancock : Watermelon Man
3. Television, the Drug of the Nation (6:38)
  - Samples : The Meters : Look-Ka-Py-Py
4. Language of Violence (6:15)
  - Samples : This Mortal Coil : Barramundi
5. The Winter of the Long Hot Summer (7:59)
  - Samples : This Mortal Coil : Waves Become Wings
    - Wally Badarou : Ayers Rock Bubble Eyes
6. Hypocrisy Is the Greatest Luxury (3:47)
7. Everyday Life Has Become a Health Risk (4:54)
  - Samples : Public Enemy : Terminator X to the Edge of Panic
8. INS Greencard A-19 191 500 (1:36)
9. Socio-Genetic Experiment (4:19)
10. Music and Politics (4:01)
11. Financial Leprosy (5:30)
12. California Über Alles (Jello Biafra, John Greenway) (4:13)
  - Samples : Dead Kennedys : California Über Alles
13. Water Pistol Man (5:55)
  - Samples: Wally Badarou : Leaving this Place

### Musiciens
- Michael Franti : voix, programmation
- Vivian Hall
- Charlie Hunter : basse, guitare, voix
- Mark Pistel : programmation, mixage
- Rono Tse : percussions, batterie, bruits
- Simone White : batterie
- Jack Dangers : mixage